# Africko-antarktická pánev
Africko-antarktická pánev je oceánská pánev v jihovýchodní části Jižního Atlantského oceánu, jihozápadní části Indického oceánu a přilehlé části Jižního oceánu. Leží severně od pevninského svahu Antarktidy, jihovýchodně od Africko-antarktického prahu a jihozápadně od Kerguelenského hřbetu.
Africko-antarktická pánev představuje kenozoické prohnutí oceánského dna s hloubkou až 6 787 metrů. Prohnutí je vyplněno horninami o mocnosti 600—700 metrů.
Táhne se v délce 6200 kilometrů podél 60. rovnoběžky v šíři 1500 kilometrů. Největší hloubka je 6787 metrů. Dno je pokryto rudými jíly a diatomovým kalem.
Součástí Africko-antarktické pánve je Enderbyho hlubokomořská rovina a do pánve je někdy řazen Conradův práh s podmořskými horami Ob a Lena.